# Беєрвілл (Аризона)
Беєрвілл (англ. Beyerville) — переписна місцевість (CDP) в США, в окрузі Санта-Круз штату Аризона. Населення — 72 особи (2020).

## Географія
Беєрвілл розташований за координатами 31°23′31″ пн. ш. 110°52′30″ зх. д. / 31.39194° пн. ш. 110.87500° зх. д. (31.392024, -110.874919).  За даними Бюро перепису населення США в 2010 році переписна місцевість мала площу 0,86 км², уся площа — суходіл.

## Демографія
Згідно з переписом 2010 року, у переписній місцевості мешкало 177 осіб у 48 домогосподарствах у складі 36 родин. Густота населення становила 205 осіб/км².  Було 55 помешкань (64/км²).
Расовий склад населення:
| - 85,3 % — білих - 0,6 % — корінних американців - 14,1 % — осіб інших рас |

До двох чи більше рас належало 0,0 %. Частка іспаномовних становила 89,8 % від усіх жителів.
За віковим діапазоном населення розподілялося таким чином: 42,4 % — особи молодші 18 років, 50,3 % — особи у віці 18—64 років, 7,3 % — особи у віці 65 років та старші. Медіана віку мешканця становила 21,8 року. На 100 осіб жіночої статі у переписній місцевості припадало 88,3 чоловіків;  на 100 жінок у віці від 18 років та старших — 92,5 чоловіків також старших 18 років.
Середній дохід на одне домашнє господарство  становив 34 242 долари США (медіана — 31 875), а середній дохід на одну сім'ю — 40 017 доларів (медіана — 45 263). За межею бідності перебувало 45,1 % осіб, у тому числі 48,0 % дітей у віці до 18 років та 100,0 % осіб у віці 65 років та старших.
Цивільне працевлаштоване населення становило 117 осіб. Основні галузі зайнятості: роздрібна торгівля — 35,0 %, виробництво — 21,4 %, оптова торгівля — 17,9 %.